# Loge Vicit Vim Virtus
Loge Vicit Vim Virtus is de oudste vrijmetselaarsloge in Haarlem opgericht in 1788, vallende onder het Grootoosten der Nederlanden.

## Geschiedenis
Het verzoek om een constitutiebrief, d.d. 8 mei 1788, werd o.m. gedaan door J. van Oosterom, Gerrit van de Horst, Hendrik Gieseke, J. van Lee (jr.), J. v. Tekelenburg (jr.), William Worsdell en P. van Lee. Deze namen komen ook voor op de constitutiebrief welke werd getekend op 12 mei 1788. Als medeoprichters worden genoemd: C.A. van Sypesteyn, J.W. Druyvesteyn, J. Baron van Styrum, W. van Sypesteyn en F. van Hoogstraten.
Het stadsbestuur verbood echter de oprichting van een vrijmetselaarsloge, waardoor de daadwerkelijke arbeid van deze loge pas op 13 augustus 1792 heeft plaats kunnen vinden.

## Naamgeving en onderscheidingskleuren
“De deugd [in de zin van mannenmoed, dapperheid] heeft het geweld overwonnen”. Het is de wapenspreuk van de stad Haarlem. De kleuren van de loge zijn rood en wit (in 1819 was dit wit met ponceau).

## Gebouw

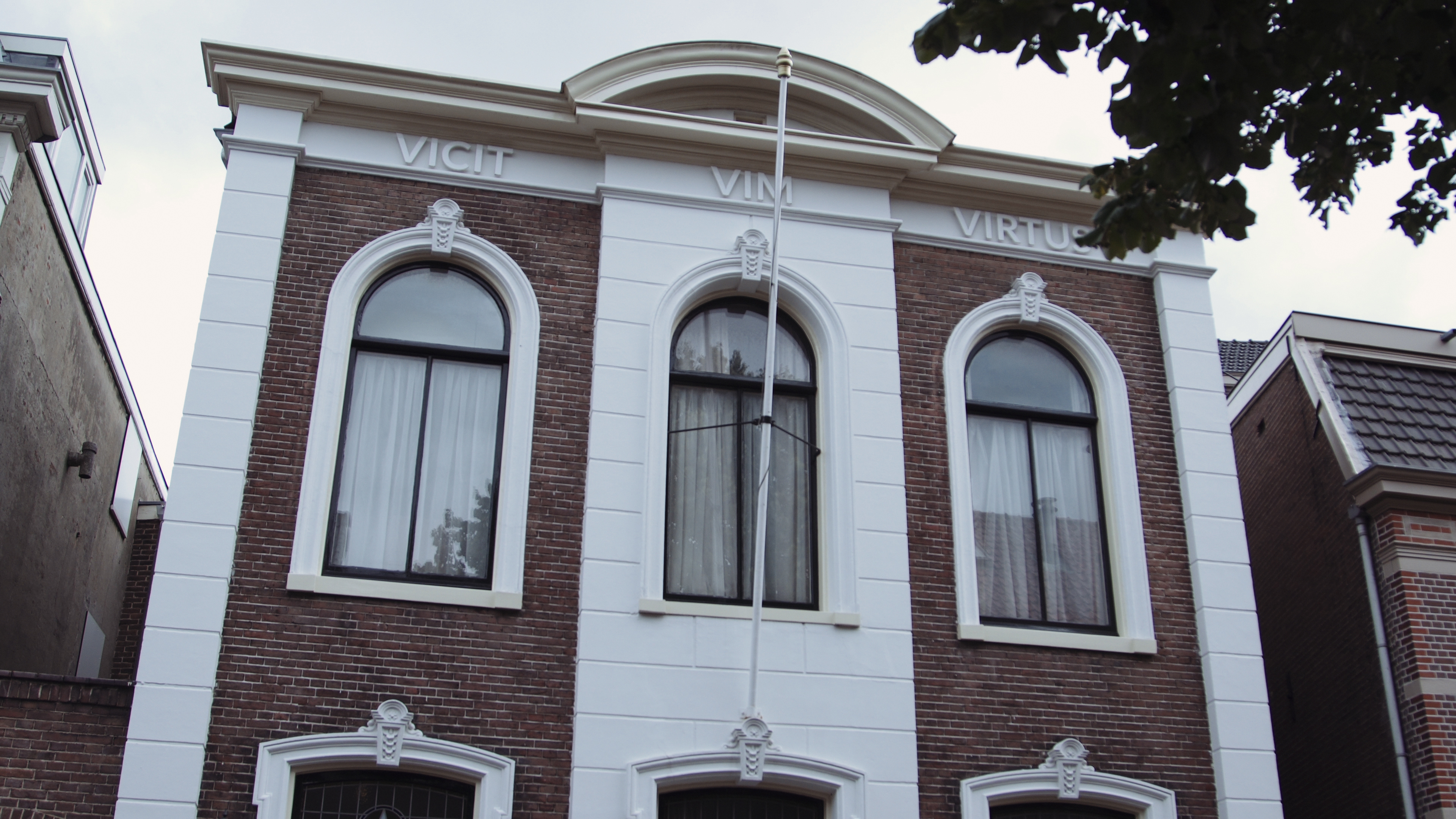
Het Logegebouw op de Ripperdastraat

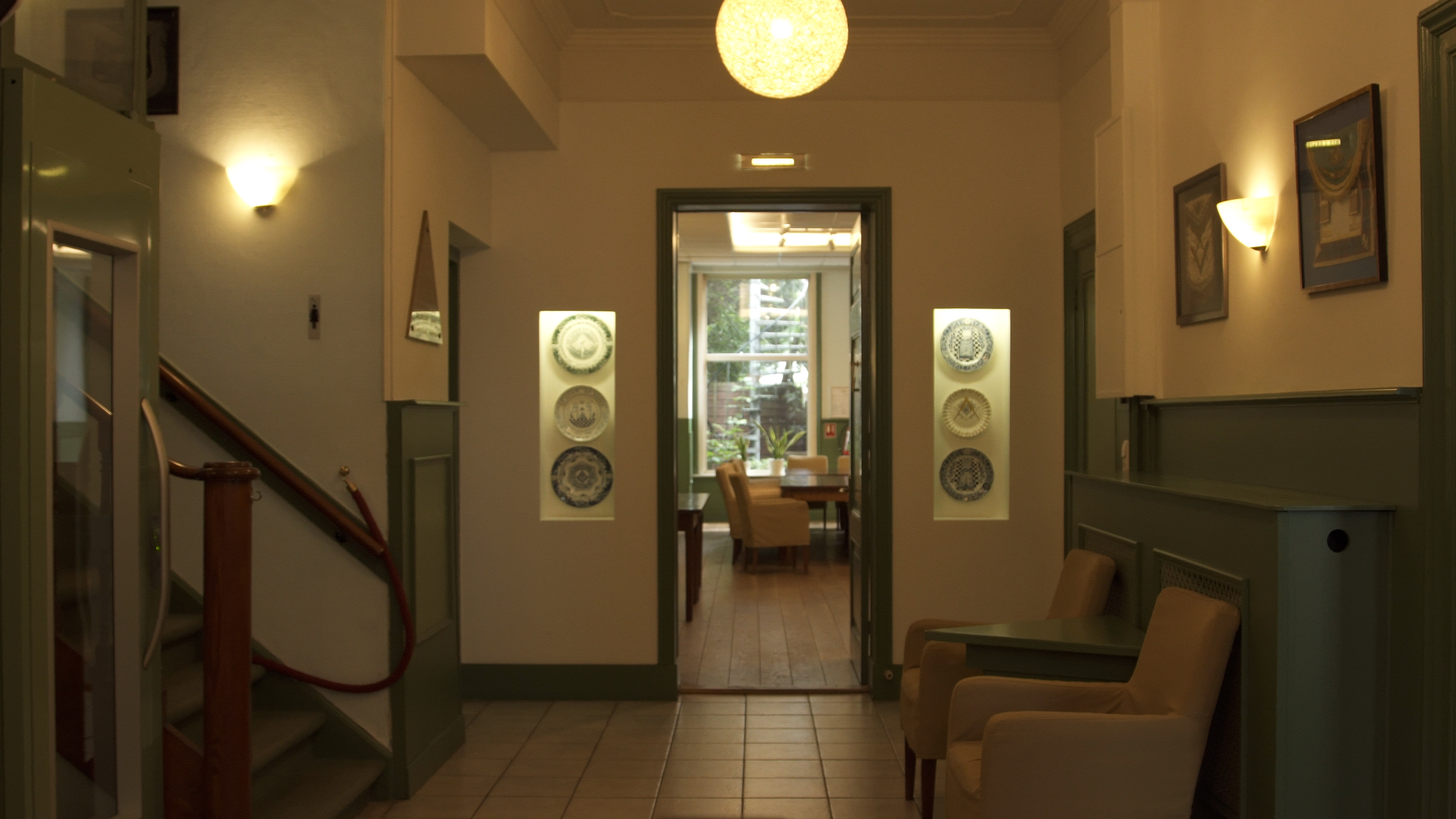
De voorhof

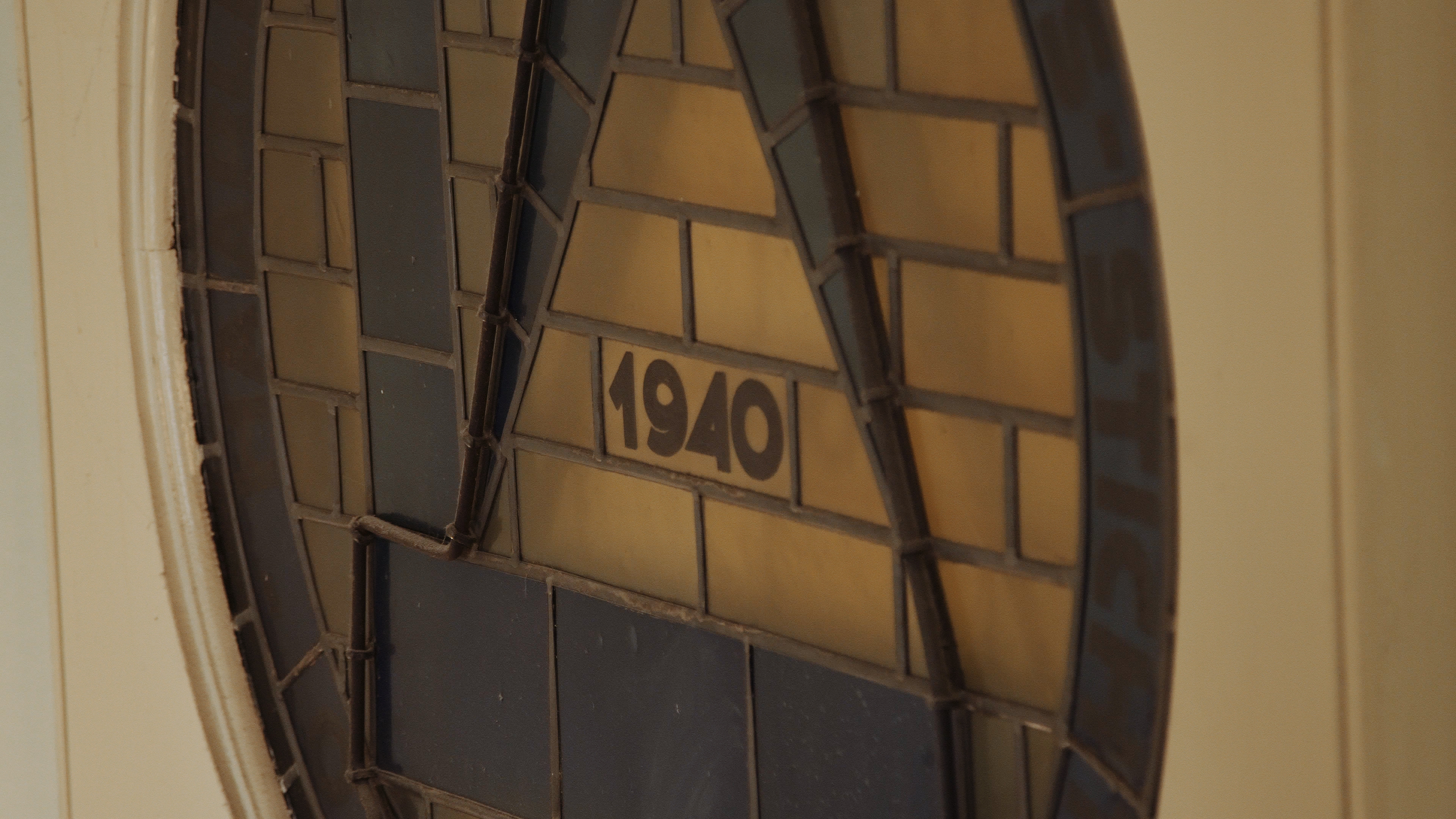
Glas in lood ter nagedachtenis van de bezetting

Architect en logelid van den Arend ontwierp het gebouw en in 1876 kon het in gebruik worden genomen. In 1923 werd het gebouw flink uitgebreid. Dat kon ook niet anders, want het ledental groeide explosief tot bijna 140. Om als loge elkaar goed te kennen en de juiste sfeer te treffen is zo’n groot aantal te veel. In 1926 ontstonden daarom uit Vicit Vim Virtus twee nieuwe Haarlemse loges, namelijk de Loges Kennemerland en Ad Lucem et Pacem. Deze loges bestaan tot de dag van vandaag.